# Microsorum
Microsorum es un género de helechos perteneciente a la familia  Polypodiaceae.  Se encuentran en el Sudeste de Asia, África y Madagascar. Están descritas 154 especies de las cuales solo 33 han sido aceptadas hasta la fecha. Destaca en este género la especie Microsorum pteropus, la cual es utilizada en acuariofilia como planta acuática.

## Taxonomía
Microsorum fue descrito por  Heinrich Friedrich Link y publicado en Hortus Regius Botanicus Berolinensis 2: 110. 1833. La especie tipo es: Microsorum irregulare Link. 

## Especies
- Microsorum alatum (Brackenr.) Copel.; Gen. Fil. 196 (1947)
- Microsorum angustifolium (Ching) comb. ined.
- Microsorum aurantiacum Nooteboom; Blumea 41: 17 (1996), et Blumea 42: 315 (1997)
- Microsorum australiense (Bailey) Bostock; Fl. Australia 48: 715 (1998)
- Microsorum baithoense V.N.Tu; Bot. Zhurn. (Moscow & Leningrad) 64(I2): 1770 (1979)
- Microsorum basicordatum (P.S.Wang) comb. ined.
- Microsorum biseriatum (Bosman) Nooteboom; Blumea 42: 315 (1997)
- Microsorum brassii
- Microsorum buergerianum (Miq.) Ching; Bull. Fan Mem. Inst. 4. 295-311 (1933)
- Microsorum chapaense (C. Chr. & Tardieu) comb. ined.
- Microsorum cinctum Bosman; Leiden Bot. Ser. 14: 76, t. 12 (1991) [non Copel. 1947
- Microsorum commutatum (Bl.) Copel.; Gen. Fil. 196 (1947)
- Microsorum congregatifolium (Alderw.) Holtt.; Rev. Fl. Mal. 2: 178 (1955)
- Microsorum cuneatum (S.F.Wu) comb. ined.
- Microsorum cuspidatum (D. Don) Tagawa; Hara's Fl. East. Himalaya 495 (1966)
- Microsorum dengii (Ching & P.S.Wang) comb. ined.
- Microsorum egregium (Brause) Bosman; Leiden Bot. Ser. 14: 80 (1991)
- Microsorum emeiensis (Ching & K. H. Shing) comb. ined.
- Microsorum ensatum (Thunb.) H.Itô; Journ. Jap. Bot. 11: 96 (1935)
- Microsorum ensiforme (Thunb.) Schelpe; Contr. Bolus Herb. 10: 151 (1982)
- Microsorum excelsum Ching & S. K. Wu; Fl. Xizangica 1: 327 (1983)
- Microsorum fortunei (Moore) Ching; Bull. Fan Mem. Inst. Biol. Bot. 4 304 (1933)
- Microsorum griseorhizoma Gilli; Ann. Naturhist. Mus. Wien 81: 25 (1977 publ. 1978)
- Microsorum grossum (Langsd. & Fisch.) S.B.Andrews; Ferns of Queensland: 280 (1990)
- Microsorum hemionitideum (Presl) Copel.; Univ. Calif. Publ. Bot. 16. 111-116 (1929)
- Microsorum henryi (Christ) C.M.Kuo; Taiwania 30: 67 (1985)
- Microsorum heterocarpum (BI.) Ching; Bull. Fan Mem. Inst. Biol. Bot 4: 295 (1933)
- Microsorum heterolobum (C. Chr.) Copel.; Gen. Fil. 196 (1947)
- Microsorum howense Lord Howe Island
- Microsorum insigne (Blume) Copel.; Univ. Calif. Publ. Bot. 16. 111-116 (1929)
- Microsorum intermedium (Ching) comb. ined.
- Microsorum kongtingense (Ching & Y.X.Lin) comb. ined.
- Microsorum krayanense M.Kato, Darnaedi & K.lwats.; J. Fac. Sci. Univ. Tokyo, Sect. 3, Bot. 15(1): 105 (1991)
- Microsorum lanceolatum (Ching & S. K. Wu) comb. ined.
- Microsorum lancifolium (Ching & K. H. Shing) comb. ined.
- Microsorum lastii (Bak.) Tardieu; Humbert, Fl. Madag. Fam. 5. 2: 116 (1960)
- Microsorum latilobatum Hennipman & Hett.; Bot. Jahrb. 105(1): 6 (1984) [nom. nov.
- Microsorum leandrianum Tardieu; Notul. Syst. [Paris] 15: 444 (1959)
- Microsorum lineare (Ching & P.S.Chiu) comb. ined.
- Microsorum linguiforme (Mett.) Copel.; Univ. Calif. Publ. Bot. 16: 116 (1929)
- Microsorum longissimum J. Sm. ex Fée; Gen. 268 t. 20 D. f. 2 (1850-52)
- Microsorum longshengense (Ching & K. H. Shing) comb. ined.
- Microsorum maculosum (Christ) comb. ined.
- Microsorum maximum (Brackenr.) Copel.; Occ. Pap. Bishop Mus. 14: 73 (1938)
- Microsorum membranaceum (D. Don) Ching; Bull, Fan Mem. Inst. Biol. 4: 309 (1933)
- Microsorum membranifolium (R. Br.) Ching; Bull. Fan Mem. Inst. Biol. Bot. 10: 239 (1941)
- Microsorum microsorioides (W.M. Zhu) comb. ined.
- Microsorum minor (W.M. Zhu) comb. ined.
- Microsorum monstrosum (Copel.) Copel.; Gen. Fil. 196 (1947)
- Microsorum muliense (Ching & S. K. Wu) comb. ined.
- Microsorum mutense (Ching & S. K. Wu) comb. ined.
- Microsorum nanchuanense (Ching & Z.Y.Liu) comb. ined.
- Microsorum ningpoense (Baker) comb. ined.
- Microsorum normale (D. Don) Ching; Bull. Fan Mem. Inst. 4. 295-311 (1933)
- Microsorum novae-zealandiae (Bak.) Copel.; Gen. Fil. 196 (1947)
- Microsorum ovalifolium Ching & S. K. Wu; Fl. Xizangica 1: 327 (1983)
- Microsorum ovatum (C. Presl) Nair & Bennet; Bull. Bot. Surv. India 11: 432 (1969 publ. 1972)
- Microsorum palmatopedatum (Bak.) comb. ined.
- Microsorum pappei (Mett. ex Kuhn) Tardieu; Humbert, Fl. Madag. Fam. 5. 2: 115. t.25 (5-10) (1960);
- Microsorum papuanum (Baker) Parris; Kew Bull. 41(1): 70 (1986)
- Microsorum parksii (Copel.) Copel.; Gen. Fil. 196 (1947)
- Microsorum pentaphyllum (Bak.) Copel.; Gen. Fil. 196 (1947)
- Microsorum piliferum V.N.Tu; Bot. Zhurn. (Moscow & Leningrad) 64(I2): 1772 (1979)
- Microsorum pitcairnense Copel.; Occ. Pap. Bishop Mus. 14: 74. t.25 (1938)
- Microsorum powellii (Bak. in Hook. & Bak.) Copel.; Gen. Fil. 196 (1947)
- Microsorum pteropodum (Ching) comb. ined.
- Microsorum pteropus (Bl.) Copel.; Univ. Calif. Publ. Bot. 16. 111-116 (1929);
- Microsorum punctatum (L.) Copel.; Orient. Gen. Polyp. in Univ. Calif. Publ. Bot. 16: 110 (1929)
- Microsorum pustulatum (G.Forst.) Copel.; Gen. Fil. 196 (1947)
- Microsorum rampans (Baker) Parris; Kew Bull. 41(1): 70 (1986)
- Microsorum revolutum (Mett.) comb. ined.
- Microsorum rubidum (Kunze) Copel.; Gen. Fil. 197 (1947) [fide Fraser-Jenkins (1997)
- Microsorum samarense (J. Sm.) Bosman; Leiden Bot. Ser. 14: 102 (1991)
- Microsorum sapaense (V.N.Tu) comb. ined.
- Microsorum sarawakense (Bak.) Holtt.; Rev. Fl. Mal. 2: 175. f.85 (1955)
- Microsorum scandens (G.Forst.) Tindale; Amer. Fern Journ. 50: 241. t.20 (1960);
- Microsorum scolopendria Copel.; Univ. Calif. Publ. Bot. 16. 111-116 (1929)
- Microsorum sibomense (Rosenst.) Copel.; Gen. Fil. 196 (1947)
- Microsorum sinense (Ching) comb. ined.
- Microsorum sopuense Bosman; Leiden Bot. Ser. 14: 103 (1991)
- Microsorum spectrum (Kaulf.) Copel.; Gen. Fil. 197 (1947)
- Microsorum steerei (Harr.) Ching; Bull. Fan Mem. Inst. 4. 295-311 (1933)
- Microsorum subhemionitideum (H. Christ) comb. ined.
- Microsorum submarginale M.Kato, Darnaedi & K.Iwats.; J. Fac. Sci. Univ. Tokyo, Sect. 3, Bot. 15(1): 105 (1991)
- Microsorum subnudum (Ching & S. K. Wu) comb. ined.
- Microsorum superficiale (Blume) Ching; Bull. Fan Mem. Inst. 4. 295-311 (1933)
- Microsorum takhtajanii V.N.Tu; Bot. Zhurn. (Moscow & Leningrad) 64(12): 1769 (1979)
- Microsorum tenuipes (Ching & K. H. Shing) comb. ined.
- Microsorum tibeticum (Ching & S. K. Wu) Ching & S. K. Wu; Fl. Xizangica 1: 328 (1983)
- Microsorum triglossum (Baker) comb. ined.
- Microsorum truncatum (Ching & P.S.Wang) comb. ined.
- Microsorum tsaii (Ching & K. H. Shing) comb. ined.
- Microsorum varians (Mett.) Hennipman & Hett.; Bot. Jahrb. 105(1): 5 (1984)
- Microsorum venosum (Ching) comb. ined.
- Microsorum vieillardii (Mett.) Copel.; Gen. Fil. 196 (1947)
- Microsorum x inaequibasis (Ching & S. K. Wu) comb. ined. Platygyria x Lepisorus clathratus
- Microsorum yiliangensis (Ching & K. H. Shing) comb. ined.
- Microsorum zippelii (BI.) Ching; Bull. Fan Mem. Inst. Biol. 4: 308 (1933)